# 824
Năm 824 là một năm trong lịch Julius.